# Семанка
Сема́нка (индон. Teluk Semangka, буквально — «Арбузный залив») — морской залив в южной части индонезийского острова Суматра. Относится к акватории Зондского пролива, отделяющего Суматру от Явы (оба острова входят в состав Больших Зондских островов Малайского архипелага).
Имеется несколько бухт, пригодных для захода крупных морских судов. Вход в залив рассечен надвое островом Табуан. Окружающая пролив территория относится к индонезийской провинции Лампунг.